# 大頭艾納香
大頭艾納香（学名：Blumea megacephala）為，又稱細毛大艾、山紅鳳菜、紫蘇英、山紅菜、東風草、假東風草等。菊科艾納香屬，目前艾納香屬已知有 12 種，其中大頭艾納香為該屬中唯一一種臺灣原生植物，也是該屬唯一一種具攀緣性灌木，再加上其花較大，故極易與其他艾納香屬區別。

## 形態
多年生蔓生灌木，成熟植株高約 4-6 公尺。

### 莖
幼嫩莖呈綠色，具細毛，成熟後木質化，顏色轉為褐色至淡褐色，直徑約 2-3 公分。蔓狀莖平滑，具有縱溝。

### 葉
葉呈橢圓形或披針形(頂短尖銳，底部圓滑至楔形)，互生，與枝條間無葉柄連結，具5-6 對葉脈，葉上下表均具有細毛，平均大小約 9-11 X 2.5-4 公分，葉緣有鋸齒。

### 花
花為頭狀花序，圓錐狀緊密排列，多著生於幼嫩分枝頂端。總苞長約 12–13 mm，苞片具有條紋及少量絨毛。花具 3 或 4 組，呈披針狀，通常頂端為紫色。可將花依照長短分成內層(圈)及外層(圈)，外層(圈)花較短，約 2-4 X 1 mm，內層(圈)花較長，約 8-9 X 0.9 mm，上具許多纖毛。花托較平，直徑約6-7 mm，具有白色細毛。黃色筒狀花冠，內含 9–10 mm 長之雙性花，花具有 5 個三角形裂片，上具腺體及細毛。瘦果呈橢圓形至圓柱形，約 1.2-1.4 X 0.5 mm，表面具 10 條縱溝，頂端具稀疏粗毛，故種子以風力傳播。花期自 10 月至 12 月(秋冬)。

### 染色體
染色體雙套，有16條。

### 分布
東南亞、印度、日本、澳門、中國南部及臺灣。主要分布於低海拔日照充足之山坡。

## 異名
- Blumea riparia var. megacephala  Randeria, Blumea 10: 215. 1960.[1]（原始命名）

## 異名及其在台灣第一次被使用的文獻[1]
- Blumea chinensis DC.; Henry, A List of Plants from Formosa 53. 1896.  (List Pl. Formos., 福爾摩沙植物名錄)  福爾摩沙植物名錄  A List of Plants from Formosa （页面存档备份，存于）
- Blumea pubigera (Linn.) Merr; Sasaki, List of plants of Formosa 404. 1928.  (List Pl. Formos. (Sasaki), 台灣植物名彙)  台灣植物名彙  List of Plants of Formosa （页面存档备份，存于）
- Blumea riparia DC.; Masam., A list of vascular plants of Taiwan 124. 1954.  (List Vasc. Taiwan, 台灣植物目錄)
- Blumea megacephala (Randeria) Chang & Tseng, Acta phytotaxonomica sinica eng 4: 451. 1975.  (Acta Phytotax. Sin., 植物分類學報)

## 各語言俗名
中文	紫蘇英.

台語	Chí so eng.

客語	Sán fung tsŏi.

日文	じょうらいやぶたばこ. つるはぐま. 

## 各地異名
中國大陸相關藥草網站及古書等提及之大頭艾納香多為現今東風草(B. megacephala)，須注意學名及植物辨別特徵，避免混淆。

## 用途
本屬常作為藥用，味苦，性微溫，具活血、止血及消腫等功效，可治風濕、骨痛、跌打腫痛、治咽喉痛，胃炎，小兒疳積，疔瘡及毒蛇咬傷。新鮮葉片可治創傷。使用方法:全草0.5～1兩，水煎服。外用鮮全草搗爛外敷。主要成分：松柏醇、胡蘿蔔素。較常被使用者為同屬之艾納香(Blumea balsamifera)，兩者主要藥效均相同。

## 民俗植物
臺灣新竹女性客家民族、鄒族及布農族均有相關文獻記載，客家民族主要作為藥用。
鄒族則作為祈福避邪植物，鄒族人在蓋男子集會所（kuba）前，會將用薯榔染紅的山芙蓉樹皮絲綁在矛上，同時拿著五節芒，由頭目帶領祈福。在重要祭典如戰祭（homeyaya）前，也須由巫師帶著染紅的山芙蓉樹皮絲、紅藜的種子、小舌菊等，為族人灑淨祈福；同時以塔山澤蘭或大頭艾納香放在門口，洗手去穢。布農族則可與山葛Pueraria montana (Lour.) Merr. 合用，將山葛葉搗碎後, 用艾納香之葉包裹並溫熱之, 然後取出塗料於腹痛部位, 並以布包紮之，亦可治眼疾.。

## 親緣關係
利用現代分子技術(DNA sequences of ndhF ,cpDNA (trnL-F & psbA-trnH) and nrDNA (ITS))以及型態特徵比對，可知其與東風草(B. megacephala)較近，基部均有木質化現象。